# Pavel Švancer
Pavel Švancer (9. června 1934 Bratislava – 1. ledna 2019 Litoměřice) byl český architekt.

## Biografie
V Praze na Českém vysokém učení technickém (ČVUT v Praze) vystudoval Fakulty architektury a pozemního stavitelství, kde ho odborně vedl například Jindřich Krise. Mezi roky 1958 a 1991 působil v libereckém Stavoprojektu, a to nejprve pod vedením Karla Hubáčka v jeho ateliéru 02 (1958–1975) a následně od roku 1975 coby vedoucí ateliéru 1. V letech 1969 a 1970 vyjel na zahraniční stáž do francouzského města La Rochelle. Po sametové revoluci roku 1991 založil spolu s Pavlem Vaněčkem architektonickou kancelář nazvanou Union Arch.

## Dílo
Mezi Švancerova díla patří:
- návrh na podobu hotelu a televizního vysílače na Ještědu[4]
- plavecký stadion na Tržním náměstí v Liberci (1968–1975)[5]
- Kulturní centrum Golf v Semilech (1972)
- kulturní dům v Liberci (1976, spoluautor)[6]
- univerzitní koleje Technické univerzity v Liberci (1978–1992)[7]
- pavilon šelem, pavilon tropů, pavilon žiraf a další objekty v liberecké Zoologické zahradě (1978–2006)[8][9][10]
- Dům kultury v Litoměřicích (1983–1991)[2]
- budova Komerční banky v Liberci (1992, spoluautor)[11]
- budova základní umělecké školy v Liberci (1994-1995, spoluautor)[12]
- přestavba textilní továrny Hedva na zábavní centrum Babylon (1997)[3]